# Saint-Georges-sur-la-Prée
Saint-Georges-sur-la-Prée – miejscowość i gmina we Francji, w Regionie Centralnym, w departamencie Cher.
Według danych na rok 1990 gminę zamieszkiwało 590 osób, a gęstość zaludnienia wynosiła 26 osób/km² (wśród 1842 gmin Centre, Saint-Georges-sur-la-Prée plasuje się na 613. miejscu pod względem liczby ludności, natomiast pod względem powierzchni na miejscu 570.).